# Aphaenogaster pusilla
Aphaenogaster pusilla är en myrart som beskrevs av Enzmann 1947. Aphaenogaster pusilla ingår i släktet Aphaenogaster och familjen myror. Inga underarter finns listade i Catalogue of Life.